# Rio Brak
Rio Brak é um rio da África do Sul.